# Solbergbakken
Le Solbergbakken est un ancien tremplin de saut à ski à Bærum.

## Historique
Le ski s'implante dès 1868 à Bærum. En 1886, le tremplin est construit et il est à l'époque un des plus grands tremplins du monde. En 1899 Asbjørn Nilssen et Morten Hanssen saute à 32,5 mètres et battent le record du monde. L'année suivante, Olaf Tandberg bat ce record de trois mètres.
En 1919, une compétition organisé sur ce tremplin attire 15 000 spectateurs dont la famille royale norvégienne,. Petit à petit, Skuibakken (en) à remplacer le Solbergbakken comme le tremplin important de Bærum.
En 1942 et 1943, des compétitions organisées par l'Allemagne ont eu lieu sur le tremplin. La dernière compétition sur ce tremplin est organisée en 1992.

## Record du monde établis

### Hommes
| Date | Athlète         | Distance    |
| ---- | --------------- | ----------- |
| 1899 | Asbjørn Nilssen | 32,5 mètres |
| 1899 | Morten Hanssen  | 32,5 mètres |
| 1900 | Olaf Tandberg   | 35,5 mètres |

### Femmes
| Date | Athlète     | Distance  |
| ---- | ----------- | --------- |
| 1910 | Hilda Stang | 22 mètres |